# Округ Грејс Харбор (Вашингтон)
Грејс Харбор (енгл. Grays Harbor County) је округ у америчкој савезној држави Вашингтон.

## Демографија
По попису из 2010. године број становника је 72.797, што је 5.603 (8,3%) становника више него 2000. године.
| Група             | 2000.          | 2010.          |
| Белци             | 58.112 (86,5%) | 59.282 (81,4%) |
| Афроамериканци    | 226 (0,3%)     | 803 (1,1%)     |
| Азијати           | 818 (1,2%)     | 1.032 (1,4%)   |
| Хиспаноамериканци | 3.258 (4,8%)   | 6.272 (8,6%)   |
| Укупно            | 67.194         | 72.797         |